# کورکی (زرقان)
کورکی، روستایی در دهستان رحمت‌آباد بخش رحمت‌آباد شهرستان زرقان در استان فارس ایران است.

## جمعیت
بر پایه سرشماری عمومی نفوس و مسکن در سال ۱۳۹۵، جمعیت این روستا برابر با ۴۱۷ نفر (۱۲۸ خانوار) بوده است.